# Parnassia amoena
Parnassia amoena är en benvedsväxtart som beskrevs av Friedrich Ludwig Diels. Parnassia amoena ingår i släktet Parnassia och familjen Celastraceae. Inga underarter finns listade.